# Akad (miasto)

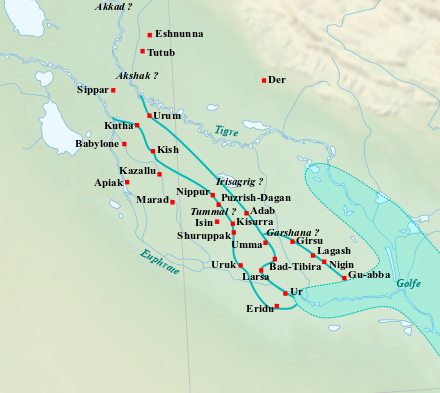
Mapa głównych miast południowej Mezopotamii okresu akadyjskiego i okresu Ur III z zaznaczonym przypuszczalnym położeniem Akadu

Akad, Akkad, Agade, Akade, Akkade (zapisywane w piśmie klinowym A-ga/kà-dèki) – starożytne miasto w Mezopotamii, stolica imperium akadyjskiego za czasów panowania Sargona Wielkiego (ok. XXIV i XXIII w. p.n.e.) i jego następców; nierozpoznane archeologicznie.

## Historia
Najwcześniejsza wzmianka o mieście pochodzi z jednej z „dat rocznych” Enszakuszany, władcy II dynastii z Uruk, który żył najprawdopodobniej jedno pokolenie przed Sargonem. Wzmianka ta wskazywałaby, iż miasto to już istniało w czasie, kiedy Sargon (jak głoszą to jego inskrypcje) miał je jakoby założyć. Za panowania Sargona Akad stał się stolicą jego państwa. Zachowane teksty z czasów panowania dynastii akadyjskiej opisują to miasto jako wielką, wspaniałą imperialną stolicę, pełną świątyń i pałaców, z działającym portem i rozwiniętą administracją. Najsławniejsza z mezopotamskich „lamentacji nad upadkiem miast”, Przeklęcie miasta Agade, którego tekst powstał około 100 lat po upadku imperium akadyjskiego, opisuje upadek i porzucenie Akadu jako symbol upadku całego imperium. Źródła historyczne wskazują jednak, że miasto zamieszkane było przez siedemnaście kolejnych wieków. W okresie panowania III dynastii z Ur było siedzibą gubernatora jednej z prowincji. W prologu do Kodeksu Hammurabiego opisana jest wciąż istniejąca w tym mieście świątynia E-ulmasz – świątynia bogini Isztar. Część miasta zamieszkana była jeszcze na pewno w okresach: kasyckim, nowoasyryjskim i nowobabilońskim. Ostatni raz miasto wspomniane jest w dokumencie datowanym na 29 rok panowania Dariusza I Wielkiego.

## Lokalizacja
Dokładna lokalizacja miasta jest nieznana. Ze źródeł pisanych wiadomo, że leżało w pobliżu Kisz, Babilonu i Sippar. Publikacja w 1972 raportu z dwóch badań powierzchni okolic Kiszu (M. Gibson, The City and Area of Kish, Miami 1972) podniosła na nowo kwestię usytuowania stolicy Sargona. Išan Mizjad, jedno ze stanowisk zidentyfikowanych w trakcie tych badań – leżące między Kiszem a Babilonem, w pobliżu starożytnego koryta Eufratu – ze względu na jego lokalizację, topografię i historię zasiedlenia zostało wskazane jako możliwy kandydat do utożsamienia z Akadem. Irackie wykopy sondażowe na stanowisku odsłoniły dowody na istnienie w tym miejscu osiedla z okresu panowania III dynastii z Ur, ale nie dotarły do warstw akadyjskich. Analiza występowania Akadu w tekstach historycznych zdaje się wskazywać jednak na położenie tego miasta około 50 km dalej na północny wschód, u zbiegu rzek Tygrys i Dijala.